# Sinti Allianz Deutschland
Die Sinti Allianz Deutschland (kurz SAD) ist ein gemeinnütziger eingetragener Verein mit Sitz vormals in Köln und inzwischen in Göttingen. Sie definierte sich als „Zusammenschluss deutscher Zigeuner (Sinti)“ und als Vertreter einer „autochthone[n] Sinti-Volksgruppe im deutschen Volk“ und organisierte sich in verschiedenen Landes- und Regionalzusammenschlüssen. Zu ihren Mitgliedern gehörten und gehören traditionalistisch orientierte Roma aus der Gruppe vor allem der Sinti, aber zeitweise auch der Lovara. Die heutige SAD (Göttingen) beschreibt sich „als Plattform und politisches Sprachrohr all jener Sinti, die an der Basis neben Sozial- und Kulturarbeit vor allem Bildungsarbeit für die Volksgruppe der Sinti leisten“. 

## Geschichte
Der heutige Verein ging aus der 1993 gegründeten Sinti Union Köln hervor. Über deren Entstehung, Geschichte und Programmatik liegen keine näheren Angaben vor. In den bislang erarbeiteten Studien zur Geschichte der Selbstorganisation von Roma in Deutschland wird der Vorgängerverein nicht erwähnt. Aus der Bürgerrechtsbewegung ist er oder sind Vereinsmitglieder nicht bekannt.
Die Sinti Allianz Deutschland wurde im Jahr 2000, das heißt mit Eintritt in die Hochphase der Diskussion um ein Denkmal für die im Nationalsozialismus ermordeten Sinti und Roma Europas, von „20 Stammesvertretern“ als Zusammenschluss von Sinti aus verschiedenen Teilen Deutschlands gegründet. Nach eigenen Angaben vertrat die SAD (Köln) als Dachverband neun Sinti-Organisationen und „einen Lowara-Stamm“. Es ist nicht bekannt, wer im Einzelnen diese Mitgliedszusammenschlüsse waren. „Neun unabhängige Sinti-Organisationen“ nannte 2014 auch die nachfolgende SAD (Hildesheim), die die Lovara-Familien nicht weiter aufführte. Für deren Nachfolger, die SAD (Göttingen), lassen sich 2015 die folgenden Mitgliedschaften nachweisen: Sinti Union Düsseldorf, Sinti Union Köln, Verband der Sinti Niedersachsen e. V., Sinti Union Rheinland-Pfalz und Sinti-Union Hessen e. V., die allerdings Ende 2014 „aus politischen Gründen“ austrat.
Vorsitzende war seit Gründung die im Juni 2012 verstorbene Sintiza Natascha Winter (Köln), die bereits die Vorsitzende des Vorgängervereins war. 2013 wurde am neuen Sitz Hildesheim Ricardo Laubinger zum Ersten Vorsitzenden bestimmt. Seit 2015 ist mit der Verlegung des Sitzes nach Göttingen Manja Schuecker-Weiss Vorsitzende und Geschäftsführerin.
Öffentliche Aktivitäten der SAD (Köln) oder von Mitgliedervereinen lassen sich nicht feststellen. Die Sinti Allianz erklärte dazu, dass sie „überwiegend ihre Arbeit seit vielen Jahren, entsprechend der Sinti-Tradition, heraus in aller Stille“ verrichte. Eine weithin beachtete Ausnahme bildete die Diskussion um den Widmungstext für ein Denkmal für die im Nationalsozialismus ermordeten Sinti und Roma. Sie machte den Verein und ihre Vorsitzende, die die einzige erkennbare Vereinssprecherin in dieser langjährigen Auseinandersetzung blieb, auch bundesweit bekannt. 
Im Widmungstextdiskurs forderte die Sinti Allianz,
- als Gesamtbezeichnung aller als Zigeuner Verfolgten die Kategorie „Zigeuner“ zu verwenden, da der Begriff Roma weder die  Sinti noch andere als Zigeuner Verfolgte Gruppen umfasst, während der Zentralrat Deutscher Sinti und Roma und andere Roma-Organisationen wie die Rom und Cinti Union oder die Roma-Union Frankfurt dies als abwertende Fremdbezeichnung und als nationalsozialistisch kontaminiert ablehnen und
- Jenische als Opfergruppe in den Text für das Sinti- und Roma-Denkmal miteinzubeziehen.

Die Sinti Allianz griff mit zahlreichen öffentlichen Erklärungen den als Gegner betrachteten Zentralrat Deutscher Sinti und Roma vehement an. Als am 19. Dezember 2008, dem offiziellen Gedenktag des Bundesrates für die Opfer des Völkermordes an den Sinti und Roma, in Anwesenheit von 46 Gästen aus den Reihen des Zentralrats und seiner Mitgliedsverbände, von zwei Gästen der Sinti Allianz und drei Jenischen der Baubeginn symbolisch beschlossen wurde, kam es zu einem spektakulären Zwischenfall, der die Schärfe des Konflikts bloßlegte.
Grundsätzlich wandte der Verein sich gegen eine von ihm behauptete Dominanz der Themen NS-Verfolgung und Genozid und wünscht, „das friedliche Zusammenleben der Sinti und der deutschen Mehrheitsbevölkerung“ mehr gewürdigt zu sehen.
2013 wurde der Vereinssitz nach Hildesheim verlegt. Mit dem Wechsel gingen, wie aus dem Vergleich der alten und der (inzwischen abgemeldeten) Hildesheimer Website hervorgeht, Veränderungen im Selbstverständnis einher. Seither sind mehrere Aktivitäten der Sinti Allianz oder von Mitgliedsvereinen zu bemerken. Die unter Natascha Winter betriebene Abstinenz gegenüber tagespolitischen Fragen, wie sie für Sinti von Bedeutung sein könnten, gab der Hildesheimer Vereinsvorstand auf, indem er im September 2013 Strafanzeige gegen die NPD wegen eines als volksverhetzend, beleidigend und verleumderisch gegen die Minderheit gerichteten Wahlplakats erstattete.
2014 gab es ein Treffen mit dem Bundesbeauftragten für nationale Minderheiten Hartmut Koschyk. Thema war die Vorstellung eines Modellprojektes zur Stärkung der kulturellen Identität und Bildung für Sinti. Seit 2013 veranstaltet der Mitgliedsverein Sinti-Union Düsseldorf einmal im Jahr ein Internationales Sinti-Musikfestival (Django-Reinhardt-Festival).

## Selbstverständnis, Ziele
Öffentliche Angaben sind der alten bzw. neuen Website des Vereins sowie einzelnen Netzpublikationen nicht vereinsgebundener Herausgeber zu entnehmen. Andere Mitteilungsformen, so z. B. gedruckte Medien, mit denen der Verein über seine Programmatik und seine Praxis informieren würde, existieren bislang nicht.
Der Verein verstand sich bis 2013 ausweislich seiner damaligen Internetseite als Interessenvertretung jener „deutschen Zigeuner, die sich der traditionellen Lebensweise der Sinti mit ihren historisch gewachsenen Geboten und Verboten für die Lebensführung verpflichtet fühlen und diese soziale und kulturelle Ordnung der Sinti erhalten wollen.“ 
Als ihre Ziele gab die SAD (Köln) die Durchsetzung politischer und sozialer Anliegen aus der Gruppe der Sinti an. 
- Besonders wies sie darauf hin, dass sie sich vor „unberechtigte[n] Vertretungsansprüche[n] und Vereinnahmung anderer Organisationen schützen“ wolle, womit vor allem der Zentralrat Deutscher Sinti und Roma gemeint war, mit dem sie als der repräsentativeren, anerkannteren und regelmäßig aus öffentlichen Mitteln finanzierten Selbstorganisation der Minderheit in einem Dauerkonflikt stand. Der Zentralrat vertrete die Sinti deutscher Staatsbürgerschaft nicht hinreichend.
- Sie lehnte staatliche Maßnahmen gegen die vom Zentralrat gesehene soziale, kulturelle, wirtschaftliche oder rechtliche Diskriminierung und Maßnahmen zur Förderung sozial benachteiligter Angehöriger der Minderheit ausdrücklich ab. Nicht nur formalrechtlich, sondern auch real seien „(Sinti) als deutsche Staatsangehörige … in allen Bereichen der Bildung, des wirtschaftlichen, sozialen, politischen und kulturellen Lebens unseres Landes gleichberechtigt“.
- Sie erhob Einspruch gegen die Anerkennung des Romanes in Schulen und Hochschulen als Minderheitensprache, wie sie sich aus der Anerkennung der deutschen Sinti und Roma als nationale und sprachliche Minderheit ergibt. Sie wandte sich gegen die damit einhergehenden Konsequenzen wie die wissenschaftliche Bearbeitung der Sprache, deren Verschriftlichung und Standardisierung, gegen Lehrmaterialien und gegen die Ausbildung von Sinti-Lehrern. Sie sprach sich gegen die vom Zentralrat beantragte Aufnahme des Romanes in die Europäische Charta der Regional- oder Minderheitensprachen aus, weil darin „staatliche Förderungsverpflichtungen … enthalten sind“. Die Sprache der Sinti sei nichtschriftlich und habe das zu bleiben. Sie unterliege einer Tabuisierung und das Sprachtabu dürfe auf keinen Fall verletzt werden. „Die Schutzmechanismen zur Wahrung unserer Kultur, wozu auch die Sprache gehört“, würden aber im Gefolge einer Anwendung der Sprachencharta „ausgehebelt werden.“ Auf dem Weg über das systematische Erlernen des Sinti-Romanes (das viele Sinti nicht mehr oder nur noch begrenzt beherrschen) in Förderkursen könne die Sprachencharta von immigrierten nichtdeutschen Angehörigen anderer Romagruppen „als Einbürgerungsartikel missbraucht werden“.
- Besonders gehe es dem Verein um die Verständigung zwischen deutscher Mehrheitsgesellschaft und Sinti.

Die SAD (Hildesheim) formulierte 2014 als ihre „politischen und sozialen Anliegen“:
- die Erhöhung der „Akzeptanz für Bildung, Ausbildung und Weiterbildung in der Volksgruppe der Sinti“, die Förderung von Bildung und Ausbildung für Sinti und „die Integration von Sinti in den Arbeitsmarkt“. Hier liege die „gegenwärtige Hauptaufgabe“.
- die Bekämpfung des Worts von den „Sinti und Roma“, da Sinti sich als „eigenständige Volksgruppe“ innerhalb der deutschen Gesellschaft betrachten würden und das Wortpaar als Konstrukt und Fremdbezeichnung  „von der Mehrheit der Sinti in Deutschland vehement“ abgelehnt würde. Universal und ohne nähere Unterscheidungen führten die Autoren alle existierenden romanessprachigen Gruppen mit Ausnahme der deutschen Sinti als „Roma“ und Fremde zusammen, darunter auch die im 19. Jahrhundert nach Deutschland migrierten damals osteuropäischen, inzwischen seit langem deutschen Roma. Diese allein als „Roma“ zu bezeichnenden Bevölkerungsgruppen stellte sie der Gruppe der Sinti antagonistisch gegenüber.
- die Bekämpfung unberechtigter Vertretungsansprüche und der Vereinnahmung durch andere Organisationen, womit der Dachverband „Zentralrat Deutscher Sinti und Roma“ angesprochen ist.
- staatliche Fördergelder, die es bislang „kaum“ gebe
- Abzulehnen sei, dass man sich in Schulen, Hochschulen oder in sonstigen staatlichen Einrichtungen („Ämtern“) mit Geschichte, Kultur, Sprache und Wertvorstellungen der deutschen Sinti beschäftige oder dass in den Medien irgendetwas in Romanes publiziert werde, wie es etwa staatliche Förderungsverpflichtungen in der Europäischen Charta der Regional- oder Minderheitensprachen bewirken könnten. Dafür sei allein die Sinti-Familie da.
- Pflege der traditionellen, strengen Vorschriften für das familiäre und private Leben, also vor allem der „Meidungs-, Reinheits- und Umgangsgebote“.[19]

Die heutige SAD (Göttingen) formuliert ihr Selbstverständnis in einem „Positionspapier“, das einen Katalog von „Forderungen und Zielen“ enthält. Demnach lauten in der folgenden Reihenfolge die Hauptzielsetzungen:
- „spezielle Projekte zur Förderung von Bildung und Ausbildung für Sinti“, da es nach wie vor überdurchschnittliche Ausbildungs- und Bildungsdefizite gebe.
- „keine Förderung der Antiziganismusforschung und von Antiziganismusprojekten aus öffentlichen Geldern“, da das Geldverschwendung sei. Niemand aus der Minderheit habe etwas davon. Der „sogenannte Antiziganismus“ sei nur ein Konstrukt und „einseitig“. Vorurteile gebe es bei Mehrheit wie Minderheit.

Es sei in diesem Zusammenhang prinzipiell zu unterscheiden: Sinti einerseits und ost- sowie südeuropäische Roma andererseits bildeten zwei grundverschiedene Ethnien. Beschrieben werden dann jeweils unterschiedlich geartete Persönlichkeitskollektive. Anders als es in der Mitte und im Westen Europas für die Gruppe der Sinti gelte, seien ost- und südeuropäische Roma „anhaltender Diskriminierung und Ausgrenzung“ ausgesetzt und anders als im ersten Fall habe dies „Überlebensstrategien“ hervorgebracht, „die sie als Flüchtlinge auch hier im Westen verfolgen“ würden und die „natürlich auch zu entsprechenden Problemen führen“ würden. Die beiden gegensätzlichen Persönlichkeitstypen erklärten sich kulturell („unterschiedlich sozialisiert“). An anderer Stelle konkretisiert der Verein die behauptete Problematik, indem er die Meinung aufgreift, es handle sich bei von Ost- nach Mitteleuropa migrierenden Roma durchweg um „ausländische Asylsuchende“ bzw. um „aus dem Balkan zugewanderte kriminelle Gruppen in Verbindung mit Prostitution, Beschaffungskriminalität u. a.“ Eine Abgrenzung gegenüber diesen stigmatisierenden Meinungsäußerungen formuliert er nicht.
- „Transparenz und Kontrolle für die Vergabe von Fördermitteln ... an die Volksgruppe in Form von Projektgeldern, institutionellen Fördermitteln und Staatsverträgen.“ Es müsse „die gleichberechtigte Förderung mehrerer Dachverbände nebeneinander“ eingeführt werden. Weil es nur zwei auf Bundesebene agierende Verbände deutscher autochthoner Roma gibt, ist damit der gewichtigere Zentralrat Deutscher Sinti und Roma angesprochen, dem die Mittel ganz überwiegend zukommen, da er vielfältig staatliche und gesellschaftliche Anerkennung als „die bürgerrechtliche und politische Interessenvertretung der deutschen Sinti und Roma“ erfährt und auch international auftritt und von Bedeutung ist.[24]
- „Anerkennung der Sinti als eigenständige nationale Minderheit in Deutschland“ abseits der sonstigen Roma-Gruppen in Deutschland einschließlich der seit etwa 150 Jahren hier lebenden deutschen Roma ursprünglich osteuropäischer Herkunft
- „Anerkennung der Sinti als eigene Volksgruppe auf europäischer Ebene“. Man lehne eine Zuordnung der Sinti zur europäischen Minderheit der Roma ab.
- „Stärkung der Roma“ zugunsten einer separaten „politischen Selbstorganisation unabhängig von den Sinti“ und „unabhängig vom Zentralrat Deutscher Sinti und Roma“.
- „kulturelle und soziale Stärkung der Sinti vor Ort“.

Anders als noch die SAD (Köln) verwendete die SAD (Göttingen) den Terminus „Zigeuner“ nicht mehr. Er sei keine Bezeichnung eines Volkes, sondern ein heute sehr umstrittener Sammelbegriff unterschiedlicher ethnischer und sozialer Gruppen, der die „umstrittenen“ Zuschreibungen „unstet, ungebunden, von der Mehrheitsbevölkerung abweichende und rechtliche Grenzen überschreitende Lebensweise“ enthalte.
Eine erneute Revision machte das rückgängig. 2020 heißt es nun wieder, „eine Zensur oder Ächtung des Begriffs Zigeuner, durch wen auch immer, sollte und darf es nicht geben.“